# Bonbori
De bonbori (ぼんぼり・雪洞) is een soort staande Japanse papieren lamp die in de open lucht wordt gebruikt op feestdagen of bij festivals. 
Bonbori is een versie van een kleine andon en heeft normaal gesproken een zeshoekig profiel. Het kan aan een draad hangen of op een paal staan. 
Bekend is de Bonbori-festival (Bonbori Matsuri), jaarlijks gehouden te Tsurugaoka Hachiman-gu in Kamakura, prefectuur Kanagawa. Kunstenaars beschilderen ter gelegenheid van het festival de ongeveer 400 bonbori, die op het terrein van het heiligdom zijn opgericht. 
| Bonbori - papieren staande lantaarns |
| --- |
| - Kō-no-ma, Nishi Hongan-ji, Kyoto - Nishi Honganji, Kyoto - Yōkōkan Teien in Fukui - Kangetsu-kai bij Ise Jingū - Kake-bonbori, het Mitama Matsuri festival in Yasukuni Jinja - The Mitama Matsuri festival in Yasukuni Jinja - Hinamatsuri - Hōshi Onsen, bouwjaar 1895 in Gunma |